# Ruda (Vysočina)
Ruda (in tedesco Eisenberg) è un comune ceco situato nel distretto di Žďár nad Sázavou, nella regione di Vysočina.